# Greg Egan
Gregory Mark Egan, krajše Greg Egan [grêg ígən], avstralski pisatelj in računalniški programer, * 20. avgust 1961, Perth, Zahodna Avstralija, Avstralija.
Egan je eden vidnejših sodobnih piscev »trde« znanstvene fantastike. Diplomiral je iz matematike na Zahodnoavstralski univerzi in sprva delal kot programer v različnih podjetjih, od leta 1992 pa se preživlja izključno s pisanjem, razen nekaj let, ko je deloval kot zagovornik pravic beguncev, ki so pribežali v Avstralijo. Trenutno živi v Perthu.
Velja za nedružabnega avtorja, ki se ne udeležuje znanstvenofantastičnih konvencij in ne podpisuje knjig. Občasno piše v novičarskih skupinah na Usenetu pod svojim pravim imenom. V skupini rec.arts.sf.written je nekaj časa redno razpravljal z drugimi uporabniki o svojih delih in znanstveni fantastiki na splošno.

## Dela
V svojih delih se posveča temam, kot so kvantna ontologija, matematika, narava zavesti, navidezna resničnost, prenos misli, umetna inteligenca, genetika, evolucija, spolnost in večvrednost racionalnega materializma nad religijo, osnovni motiv pa je največkrat filozofski pomen znanosti za družbo in psihologijo človeka. Njegove kratke zgodbe so redno objavljane v revijah, ki se specializirajo za žanr znanstvene fantastike, npr. Interzone in Asimov's Science Fiction.

### Romani
- An Unusual Angle (Nenavadni kot) (1983), ISBN 0-909106-11-8
- Quarantine (Karantena) (1992), ISBN 0-7126-9870-1
- Permutation City (Mesto permutacij) (1994), ISBN 1-85798-174-X
- Distress (Stiska) (1995), ISBN 1-85798-286-X
- Diaspora (1997), ISBN 1-85798-438-2
- Teranesia (Teranezija) (1999), ISBN 0-575-06854-X
- Schild's Ladder (Schildova lestev) (2002), ISBN 0-575-07068-4
- Incandescence (Razbeljenost) (15. maj 2008), ISBN 0-575-08162-7
- Zendegi (17. junij 2010), ISBN 0-575-08618-1
- Trilogija Orthogonal
  - The Clockwork Rocket (2011), ISBN 978-1-59780-227-7
  - The Eternal Flame (2012), ISBN 978-1-59780-293-2
  - The Arrows of Time (2013), ISBN 978-0-575-10576-8
- Dichronauts (2017), ISBN 1-59780-892-X
- The Book of All Skies (2021), ISBN 978-1-922240-38-5
- Scale (2023), ISBN 978-1-922240-44-6
- Morphotrophic (2024), ISBN 978-1-922240-51-4

### Zbirke kratkih zgodb
- Axiomatic (1995), ISBN 1-85798-281-9
- Our Lady of Chernobyl (1995), ISBN 0-646-23230-4
- Luminous (1998), ISBN 1-85798-551-6
- Oceanic and Other Stories (2000), ISBN 4-15-011337-8 (v japonščini)
- Reasons to Be Cheerful and Other Stories (2003), ISBN 4-15-011451-X (v japonščini)
- Crystal Nights and Other Stories (2009), ISBN 1596062401

## Priznanja
Za roman Permutation city je leta 1995 prejel Spominsko nagrado Johna W. Campbella (John W. Campbell Memorial Award). Za kratko zgodbo Oceanic je leta 1998 prejel nagradi hugo in locus ter nagrado bralcev revije Asimov's Science Fiction (Asimov's Readers Award).
Roman Teranezija (Teranesia) je bil leta 2000 nominiran za nagrado ditmar. Egan je nagrado odklonil, zaradi česar njegova dela ne morejo več biti nominirana za to nagrado.